# جزایر ولکام
جزایر ولکام (به انگلیسی: Welcome Islands) یک سکونتگاه مسکونی و منطقه حفاظت‌شده در بریتانیا است که در جزایر جورجیای جنوبی و ساندویچ جنوبی واقع شده‌است.

## خصوصیات
جزایر ولکام ۰ نفر جمعیت دارد و ۸۸ متر بالاتر از سطح دریا واقع شده‌است.